# کیتی سیگال
کیتی سیگال (انگلیسی: Katey Sagal؛ زادهٔ ۱۹ ژانویهٔ ۱۹۵۴) یک خواننده، هنرپیشه، خواننده-ترانه‌سرا، و آهنگساز اهل ایالات متحده آمریکا است. وی از سال ۱۹۷۱ میلادی تاکنون مشغول فعالیت بوده‌است.

## گزیده فیلمشناسی
از فیلم‌ها یا برنامه‌های تلویزیونی که وی در آن نقش داشته‌است می‌توان به آثار زیر اشاره کرد.
- مادر خوب (۱۹۸۸)
- دشت بزرگ بندر (۲۰۰۷)
- آوازخوان حرفه‌ای ۲ (۲۰۱۵)
- ستوان کلمبو (۱۹۷۳)
- متأهل… بچه‌دار (۱۹۸۷–۱۹۹۷)
- زنگ تفریح (سریال) (۱۹۹۷–۲۰۰۱)
- راگرتز (۱۹۹۸)
- فیوچراما (۱۹۹۹–۲۰۰۳, ۲۰۰۸–۲۰۱۳)
- لاست (۲۰۰۵–۲۰۱۰)
- بوستون لیگال (۲۰۰۶)
- سی‌اس‌آی (۲۰۰۸)
- فرزندان آشوب (۲۰۰۸–۲۰۱۴)
- خانه‌خراب (۲۰۰۹)
- گلی (مجموعه تلویزیونی) (۲۰۱۳)
- سیمپسون‌ها (۲۰۱۴)
- بروکلین نه-نه (۲۰۱۶–۲۰۱۷)
- تئوری بیگ بنگ (۲۰۱۶)
- برای این خون بریز (۲۰۱۶)
- این ما هستیم (۲۰۱۶)
- بروکلین نه-نه (۲۰۱۶-۲۰۱۷)
- رقص کثیف (۲۰۱۷)
- بی‌شرم (۲۰۱۸-۲۰۱۹)
- مرده از نظر من (۲۰۲۰-۲۰۲۲)